# Epiphyllum pumilum
Az Epiphyllum pumilum egy epifita kaktusz, mellyel kultúrában ritkán lehet találkozni.

## Elterjedése és élőhelye
Mexikó: Oaxaca, Chiapas, Tabasco államok; Guatemala. Epifitikus síkvidéki erdőkben.

## Jellemzői
Legfeljebb 5 m hosszú lecsüngő bokor, hengeres törzzsel. Hajtásai 100–600 mm hosszúak, 85 mm szélesek, az areoláknál bevágottak. Virágai 100–150 mm hosszúak, 40 mm átmérőjűek, a tölcsér 60 mm hosszú, zöldesfehér vagy pirosas, a külső szirmok egyenesek, zöldesfehérek vagy vöröses zöldek, a belső szirmok lándzsa alakúak, 40 mm hosszúak, fehérek. Termése megnyúlt, cseresznyepiros, sok apró pikkellyel borított fehér pulpájú bogyó. Júniustól kora őszig virágzik. Magjai kicsik, feketék.

## Rokonsági viszonyai
A faj differencia specifica-ja a relatíve kisméretű virágai. A növény F. Eichlam fedezte fel Guatemalában, és küldött belőle példányt az Amerikai Egyesült Államokba. Kultúrában először 1912. október 3-án virágzott Washingtonban. A korábban hasonló helyen gyűjtött növényeket mind Epiphyllum hookeri subsp. pittieri-nek vélték, mivel a faj nagyon változékony morfológiával rendelkezik. E változékonyság lehet az oka, hogy Britton és Rose azonos munkájában leírt Epiphyllum caudatum néven is egy taxont, amely minden bizonnyal csak egy morfológiai variánsa az Epiphyllum pumilum fajnak. Nagyon közeli rokona az Epiphyllum oxypetalum taxonnak, melytől sokkal kisebb virágai térnek el leginkább.